# 瑞穂警察署
瑞穂警察署（みずほけいさつしょ）は、愛知県警察が管轄する警察署の一つである。

## 所在地
- 愛知県名古屋市瑞穂区瑞穂通2-22

## 管轄区域
- 名古屋市瑞穂区

## 組織
- 警務課
  - 警務係
  - 住民サービス係
  - 留置管理係
- 会計課
  - 会計係
- 生活安全課
  - 生活安全係
  - 少年係
  - 保安係
- 地域課
  - 地域総務係
  - 地域(第一係～第三係)
- 刑事課
  - 刑事総務係
  - 強行係
  - 盗犯係
  - 鑑識係
  - 知能係
  - 暴力薬物係
- 交通課
  - 交通総務係
  - 指導取締係
  - 事故捜査係
- 警備課
  - 警備係

## 交番
（ ）の中は所在地
- 汐路交番（名古屋市瑞穂区瑞穂通1丁目27番地3）
- 陽明交番（名古屋市瑞穂区弥富町字清水ヶ岡81番地の2）
- 弥富交番（名古屋市瑞穂区弥富通3丁目5番地）
- 豊岡交番（名古屋市瑞穂区瑞穂通5丁目22番地）※建て替え工事の為2025年（令和7年）7月（予定）まで閉鎖中。[1]
- 井戸田交番（名古屋市瑞穂区妙音通2丁目47番地の2）
- 堀田穂波交番（名古屋市瑞穂区塩入町13番7号）
- 御剱高田交番（名古屋市瑞穂区須田町2番60号）
- 瑞穂交番（名古屋市瑞穂区豊岡通1丁目1番地）

- 汐路交番（2013年9月）
- 御劔高田交番（2016年4月）

## 駐在所
なし